# Stratospheric Aerosol and Gas Experiment

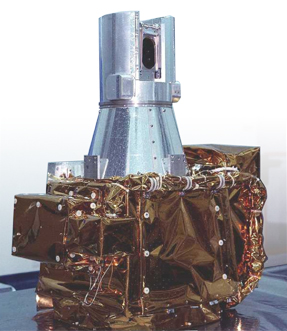
Instrumento do SAGE III

O Stratospheric Aerosol and Gas Experiment (ou SAGE) é a nomenclatura de uma série de instrumentos de sensoriamento remoto embarcados em satélites usados para estudar a composição química da atmosfera da Terra.

## História
Houve 3 séries de instrumentos SAGE, usados nos seguinte satélites:
- SAGE I - Voou no Explorer 60[1]
- SAGE II - Voou no Earth Radiation Budget Satellite (ERBS)[2]
- SAGE III - Voou num Meteor-3M[3]